# Ann Cryer
Constance Ann Cryer wcześniej Constance Ann Place (ur. 13 grudnia 1939 w Lytham St Anne’s) – brytyjska polityczka Partii Pracy, deputowana Izby Gmin, z pierwszym mężem Georgiem miała m.in. syna Johna.
W okresie od 1 maja 1997 do 6 maja 2010 reprezentowała okręg wyborczy Keighley w brytyjskiej Izbie Gmin.